# Hawangen
Hawangen je obec v německé spolkové zemi Bavorsko, v zemském okrese Unterallgäu ve vládním obvodu Švábsko.
V roce 2017 zde žilo 1 343 obyvatel.

## Poloha
Sousední obce jsou: Benningen, Lachen, Memmingerberg, Ottobeuren, Ungerhausen a Westerheim.

## Osobnosti
- Josef „Sepp“ Dietrich (1892–1966), velitel Leibstandarte SS Adolf Hitler, Generaloberst der Waffen-SS, válečný zločinec
- Karl Schlögel (* 1948), kulturní historik a kulturní geograf
- Gabriele Strehle (* 1951), módní návrhářka
- Hans Hundegger (* 1954), podnikatel
- Rainer Bendel (* 1964), katolický teolog, církevní historik, vysokoškolský pedagog
- Frank Oehler (* 1964), šéfkuchař a restauratér (Die Kochprofis)